# 재난사회학
재난사회학(Sociology of disaster)은 자연재해 및 인재들 둘러싼 사회적 관계들을 연구하는 사회학의 분과학문이다. 이 학문이 다루는 범위에는 지역적, 국가적, 세계적인 재난이 포함되며, 이러한 재난은 이주, 트라우마, 손실을 통해 사람들에 의해 연결되는 별개의 사건으로 강조된다. 생존자로서, 재난 관리에 종사하거나 가해자 역할로서 이러한 연결은 이 하위 분야를 통해 이해하고자 하는 개별적이지 않고 복잡한 경험이다. 본질적으로 학제간 이 분야는 환경사회학 및 사회문화인류학과 밀접하게 연결되어 있다.